# Roger Lumley, XI conte di Scarbrough
Lawrence Roger Lumley, XI conte di Scarbrough (27 luglio 1896 – 29 giugno 1969) è stato un generale e politico inglese.

## Biografia
Era il figlio del generale di brigata Osbert Lumley, figlio di Richard Lumley, IX conte di Scarbrough, e di sua moglie, Constance Ellinor Wilson Patten. Studiò all'Eton College e al Magdalen College.

## Carriera
Lumley seguì le orme del padre entrando nel Royal Military College di Sandhurst. Fu secondo tenente nel 11° Ussari raggiungendo il grado di tenente il 26 luglio 1917. Ha servito in Francia durante la prima guerra mondiale. In seguito venne trasferito nel Yorkshire Dragoons. Dal 1920 al 1921, fu assegnato a un contingente universitario di ufficiale di addestramento (OTC), con il rango di capitano locale.
Lumley sedette nella Camera dei comuni come deputato per Hull East (1922-1929) e York (1931-1937). Nel 1923 è stato Sottosegretario privato di William Ormsby-Gore (1924-1926) e successivamente di Anthony Eden. L'8 marzo 1931 fu promosso capitano nelle riserve sia dell'11° Ussari che degli Yorkshire Dragoons. Nel 1937, fu nominato Governatore di Bombay, che serve fino al 1943. Al suo ritorno dall'India, Lumley servì come Maggiore Generale nella seconda guerra mondiale. Dopo la guerra divenne colonnello onorario.
Riuscì alla contea di Scarbrough nel 1945 in seguito alla morte di suo zio. Ha servito come Lord ciambellano (1952-1963) e cancelliere dell'Università di Durham (1958-1969).
Al di fuori della politica, il conte ha avuto un forte interesse per gli studi asiatici e africani. Ha presieduto la Commissione interdipartimentale d'indagine sugli studi orientali, slavi, dell'europa orientale e africani dopo la seconda guerra mondiale riflettendo su come la Gran Bretagna avrebbe potuto mantenere e aumentare i rapporti che aveva accumulato durante la guerra nelle aree geografiche in questione da parte della Commissione. Tuttavia, dopo cinque anni di forte crescita a seguito della presentazione del rapporto Scarbrough, nel 1952, gran parte dei finanziamenti sono stati ritirati.
Lumley era massone, iniziato nel 1920 nella Apollo University Lodge n. 357, e fu Gran Maestro della Gran Loggia Unita d'Inghilterra (1951-1967).

## Matrimonio
Sposò, il 12 luglio 1922, Katherine Isobel McEwen (26 ottobre 1899-1979), figlia di Robert McEwen. Ebbero cinque figli:
- Lady Mary Constance Lumley (20 aprile 1923-23 gennaio 1998), sposò Roger Hesketh, ebbero una figlia;
- Lady Elizabeth Lumley (22 luglio 1925), sposò Christopher Beckett, IV barone Grimthorpe, ebbero tre figli;
- Lady Anne Katharine Gabrielle Lumley (16 novembre 1928-2006), sposò Matthew Ridley, IV visconte Ridley, ebbero quattro figli;
- Richard Lumley, XII conte di Scarbrough (5 dicembre 1932-23 marzo 2004);
- Lady Jane Lily Serena Lumley (5 ottobre 1935), sposò Hugh Wiley, non ebbero figli.

## Morte
Morì il 29 giugno 1969.

## Ascendenza
|                                           |                                              |                                 | Genitori                               |  |  | Nonni |  |  | Bisnonni                   |  |  | Trisnonni            |  |
|                                           |                                              |                                 |                                        |  |  |       |  |  | 8. Frederick Lumley-Savile |  |  | 16. Frederick Lumley |  |
|                                           |                                              |                                 |                                        |  |  |       |  |  | 8. Frederick Lumley-Savile |  |  | 16. Frederick Lumley |  |
|                                           |                                              | 17. Harriet Anne Boddington     |                                        |  |  |       |  |  | 8. Frederick Lumley-Savile |  |  |                      |  |
| 4. Richard Lumley, IX conte di Scarbrough |                                              |                                 |                                        |  |  |       |  |  | 8. Frederick Lumley-Savile |  |  |                      |  |
|                                           |                                              | 9. Charlotte Mary Beresford     | 18. George Beresford                   |  |  |       |  |  |                            |  |  |                      |  |
|                                           |                                              | 9. Charlotte Mary Beresford     | 18. George Beresford                   |  |  |       |  |  |                            |  |  |                      |  |
|                                           |                                              | 9. Charlotte Mary Beresford     | 19. Frances Bushe                      |  |  |       |  |  |                            |  |  |                      |  |
| 2. Osbert Lumley                          |                                              | 9. Charlotte Mary Beresford     |                                        |  |  |       |  |  |                            |  |  |                      |  |
|                                           |                                              | 10. Andrew Drummond             | 20. Andrew Berkeley Drummond           |  |  |       |  |  |                            |  |  |                      |  |
|                                           |                                              | 10. Andrew Drummond             | 20. Andrew Berkeley Drummond           |  |  |       |  |  |                            |  |  |                      |  |
|                                           |                                              | 10. Andrew Drummond             | 21. Mary Perceval                      |  |  |       |  |  |                            |  |  |                      |  |
| 5. Frederica Drummond                     |                                              | 10. Andrew Drummond             |                                        |  |  |       |  |  |                            |  |  |                      |  |
|                                           |                                              | 11. Elizabeth Frederica Manners | 22. John Manners, V duca di Rutland    |  |  |       |  |  |                            |  |  |                      |  |
|                                           |                                              | 11. Elizabeth Frederica Manners | 22. John Manners, V duca di Rutland    |  |  |       |  |  |                            |  |  |                      |  |
|                                           |                                              | 11. Elizabeth Frederica Manners | 23. Elizabeth Howard                   |  |  |       |  |  |                            |  |  |                      |  |
| 1. Roger Lumley, XI conte di Scarbrough   |                                              | 11. Elizabeth Frederica Manners |                                        |  |  |       |  |  |                            |  |  |                      |  |
|                                           | 12. John Wilson-Patten, I barone Winmarleigh | 24. Thomas Wilson-Patten        |                                        |  |  |       |  |  |                            |  |  |                      |  |
|                                           | 12. John Wilson-Patten, I barone Winmarleigh | 24. Thomas Wilson-Patten        |                                        |  |  |       |  |  |                            |  |  |                      |  |
|                                           | 12. John Wilson-Patten, I barone Winmarleigh | 25. Elizabeth Hyde              |                                        |  |  |       |  |  |                            |  |  |                      |  |
| 6. Eustace Wilson-Patten                  | 12. John Wilson-Patten, I barone Winmarleigh |                                 |                                        |  |  |       |  |  |                            |  |  |                      |  |
|                                           |                                              | 13. Anna Maria Bold             | 26. Peter Patten Bold                  |  |  |       |  |  |                            |  |  |                      |  |
|                                           |                                              | 13. Anna Maria Bold             | 26. Peter Patten Bold                  |  |  |       |  |  |                            |  |  |                      |  |
|                                           |                                              | 13. Anna Maria Bold             | 27. Mary Parker                        |  |  |       |  |  |                            |  |  |                      |  |
| 3. Constance Wilson-Patten                |                                              | 13. Anna Maria Bold             |                                        |  |  |       |  |  |                            |  |  |                      |  |
|                                           |                                              | 14. John Thynne                 | 28. Thomas Thynne, II marchese di Bath |  |  |       |  |  |                            |  |  |                      |  |
|                                           |                                              | 14. John Thynne                 | 28. Thomas Thynne, II marchese di Bath |  |  |       |  |  |                            |  |  |                      |  |
|                                           |                                              | 14. John Thynne                 | 29. Isabella Elizabeth Byng            |  |  |       |  |  |                            |  |  |                      |  |
| 7. Emily Thynne                           |                                              | 14. John Thynne                 |                                        |  |  |       |  |  |                            |  |  |                      |  |
|                                           |                                              | 15. Anne Beresford              | 30. Charles Beresford                  |  |  |       |  |  |                            |  |  |                      |  |
|                                           |                                              | 15. Anne Beresford              | 30. Charles Beresford                  |  |  |       |  |  |                            |  |  |                      |  |
|                                           |                                              | 15. Anne Beresford              | 31. Amelia Montgomery                  |  |  |       |  |  |                            |  |  |                      |  |
|                                           |                                              | 15. Anne Beresford              |                                        |  |  |       |  |  |                            |  |  |                      |  |